# Samson 137A
Samson 137A är ett reservat i Kanada.   Det ligger i provinsen Alberta, i den centrala delen av landet, 2 800 km väster om huvudstaden Ottawa.
Trakten runt Samson 137A består till största delen av jordbruksmark. Runt Samson 137A är det mycket glesbefolkat, med 3 invånare per kvadratkilometer.